# Grupa literacka „Słowo”
Grupa literacka „Słowo” – (działała od 1976 r. do 1987 r. w Krasnymstawie). Trzon grupy tworzyli: Aleksander Bernat, Jan Henryk Cichosz, Edward Franciszek Cimek, Anna Kicińska, Tadeusz Kiciński, Andrzej David Misiura, Henryk Radej, Edward Krzysztof Rogalski.

## Zanim powstało „Słowo”
Przed powstaniem grupy literackiej „Słowo” pasjonaci literatury nawiązywali wspólne znajomości. W 1974 r. na II Biesiadzie Literackiej, która odbyła się koło Włodawy poznali się Jan Henryk Cichosz i Leonard Górski. Wtedy pojawił się pomysł stworzenia grupy literackiej. Niebawem Jan Henryk Cichosz poznał Henryka Radeja, a na przełomie lutego i marca 1975 r. Edwarda Franciszka Cimka.
Zaczęto organizować spotkania z młodymi poetami. W kwietniu 1975 r. odbyło się spotkanie autorskie Cichosza i Górskiego w świetlicy Spółdzielni Mieszkaniowej w Krasnymstawie, prowadzone przez Andrzeja Babika.
Krąg młodych poetów stopniowo się powiększał. Pojawili się m.in.: Elżbieta Maria Cichosz (siostra J. H. Cichosza), Andrzej David Misiura, Edward Krzysztof Rogalski, Mieczysław Ireneusz Szmit, Marek Swatowski.

## Początki działalności
W 1976 r. grupa młodych ludzi zgromadzonych wokół Cichosza i Górskiego znalazła przychylność i pomoc Tadeusza Kicińskiego (ówczesnego dyrektora Krasnostawskiego Domu Kultury, który także pisał wiersze). Spotkania odbywały się w gabinecie metodycznym Krasnostawskiego Domu Kultury. Początkowo tworzyli oni Klub Młodych Pisarzy, który przekształcił się w „Grupę Krasnystaw”.
W grupie założycielskiej znaleźli się: Jan Henryk Cichosz, Edward Franciszek Cimek, Leonard Górski, Tadeusz Kiciński i Andrzej David Misiura.
Początkowo grupą opiekowała się Sławomira Dubaj, później Ewa Wrzeszcz, a w dalszych latach Bożena Fornek. Były to spotkania towarzysko – klubowe. Przychodzili na nie młodzi poeci: Elżbieta Maria Cichosz, Jan Henryk Cichosz, Edward Franciszek Cimek, Leonard Górski, Andrzej David Misiura, Edward Krzysztof Rogalski, Marek Swatowski (+1978), Mieczysław Ireneusz Szmit. Niektórzy mieli już na swoim koncie publikacje prasowe. To były początki grupy literackiej „Słowo”.

## Lata świetności
W późniejszych latach do grupy dołączyli: Aleksander Bernat, Małgorzata Derlak, Mariusz Dubaj, Wacław Gutowski, Edyta Ilczuk, Anna Kasica, Anna Kicińska (+1989), Tadeusz Kiciński (ówczesny dyrektor KDK), Kazimiera Majewska, Sławomir Mąka, Saturnin Naliwajko, Magdalena Połoncarz, Henryk Radej, Eugeniusz Pawłowski, Danuta Woźniak.
W 1982 r. grupa zmieniła nazwę na „Słowa”, a wkrótce na „Słowo”.
"Słowo” nie było grupą programową, co nie przeszkodziło jej działać aktywnie. Lata 1981 – 1985 były okresem świetności „Słowa”. Grupa wspólnie z Krasnostawskim Domem Kultury organizowała liczne zbiorowe i indywidualne wieczory autorskie w Krasnymstawie i innych miejscowościach (m.in. Chełm, Nałęczów, Turobin). Był wieczór poświęcony pamięci zapomnianego poety chłopskiego Stanisława Bojarczuka, ogłaszano konkursy poetyckie jego imienia. W okolicznych miejscowościach miały miejsce imprezy plenerowe – tzw. „Koczowiska Literackie”. Na zaproszenie „Słowa” przyjeżdżali literaci z całej Polski. Zaangażowanie Tadeusza Kicińskiego, pozwalało wygospodarować środki na realizację działań podejmowanych przez „Słowo” (koczowiska, działalność wydawnicza).

### Działalność wydawnicza

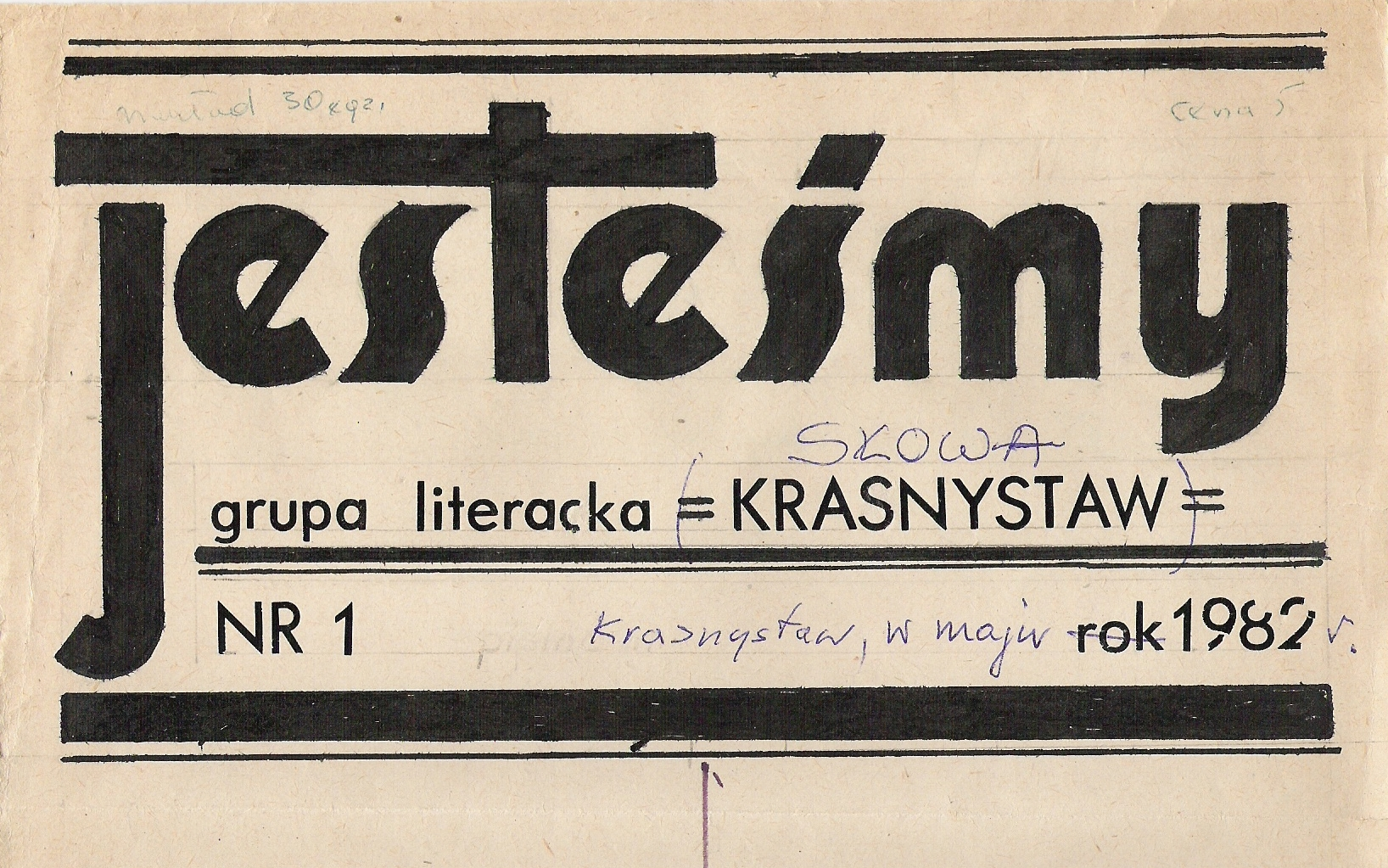
Wersja robocza winiety pisma „Jesteśmy”. Autor: Edward Krzysztof Rogalski

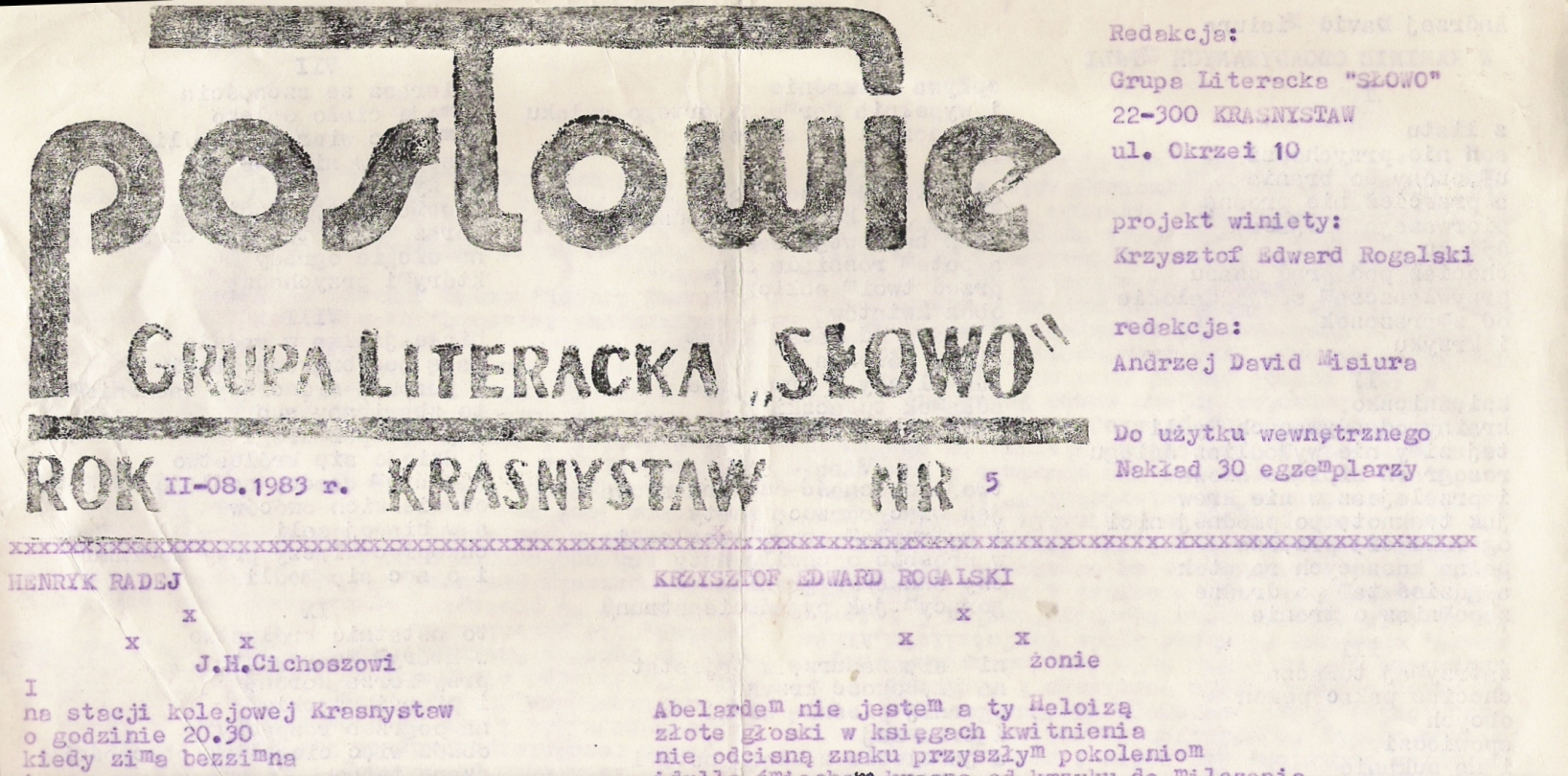
Winieta pisma „Posłowie”. Autor: Edward Krzysztof Rogalski

W 1982 r. powstał periodyk „Jesteśmy”, który po dwóch numerach przekształcił się w dwumiesięcznik „Posłowie”. Winiety projektował Edward Krzysztof Rogalski. Skład i praca redakcyjna to dzieło Andrzeja Davida Misiury, który w latach 1982 – 1985 był głównym inspiratorem inicjatyw wydawniczych w krasnostawskim środowisku literackim. Nakład nieoficjalnego pisma sięgał do 300 egzemplarzy na numer. Do początku 1985 r. powstało łącznie 12 numerów „Posłowia”. Ze strony władz brak było poparcia dla działań wydawniczych z uwagi na „odczuwalne braki papieru”.

### Publikacje
Członkowie grupy publikowali zbiorowo i indywidualnie w czasopismach takich jak: „Kamena”, „Nowy Wyraz”, „Morze i Ziemia”, „Poezja”, „Tygodnik Chełmski”, „Tygodnik Kulturalny”, „Zarzewie”, „Zielony Sztandar”. W Polskim Radiu (Lublin, Warszawa) nadawano reportaże z poetami „Słowa”. Na antenie prezentowano ich wiersze. „Słowiarze” zdobywali laury w ogólnopolskich konkursach.

### Koczowiska literackie
W latach 1981 – 1985 organizowano Koczowiska Literackie (plenerowe spotkania poetyckie) w Wielobyczy (1981, 1982), Białce (1984), Krasnymstawie (1985). W ramach Koczowisk organizowano wystawy prac plastycznych i projekcje filmowe. Czytano poezję, referaty. Toczono dyskusje i polemiki.
W Koczowiskach brali udział poeci z grupy „Słowo” oraz zaproszeni literaci z regionu (m.in. członkowie Lubelskiego Oddziału Związku Literatów Polskich).

### Indywidualne zbiory poezji

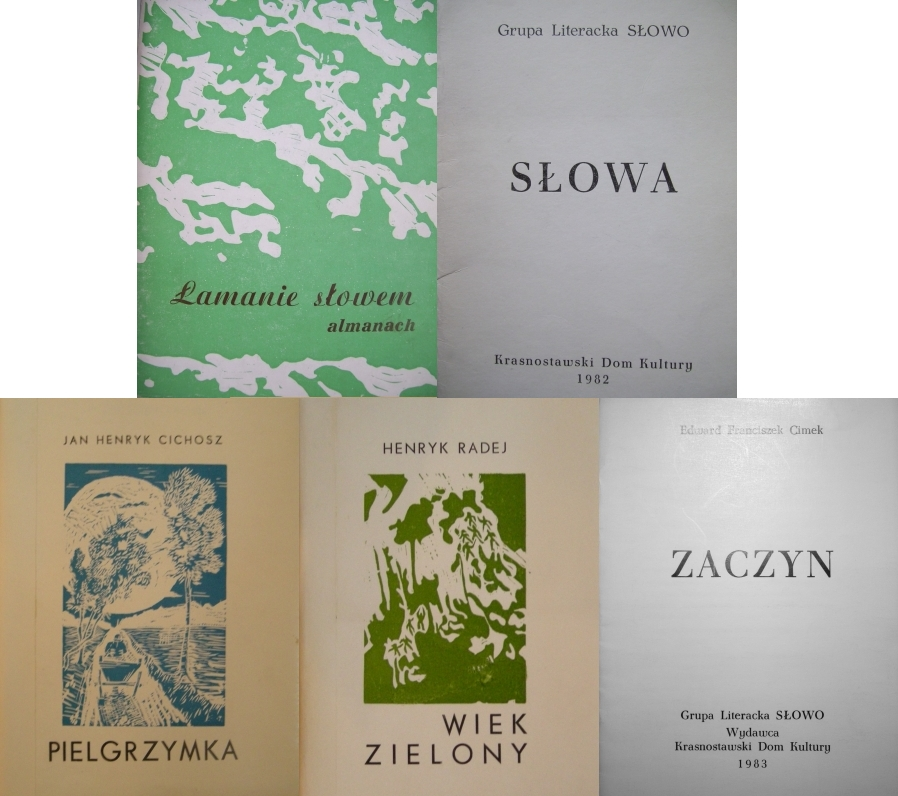
Okładki antologii i tomików indywidualnych

Staraniem „Słowa” i Krasnostawskiego Domu Kultury wydane zostały indywidualne tomiki poezji członków grupy: „Pielgrzymka” (1983) Jana Henryka Cichosza, „Wiek zielony” (1983) Henryka Radeja oraz „Zaczyn” (1984) Edwarda Franciszka Cimka. Są to pełnowartościowe debiuty książkowe wymienionych poetów. Do druku gotowy był tomik Tadeusza Kicińskiego, nie został jednak wydany. Docelowo planowano wydać siedem indywidualnych zbiorów poezji.

## Schyłek działalności
W 1982 r. Aleksander Bernat wyjechał do Wrocławia, a Edward Krzysztof Rogalski do Szczecina. Później do Zamościa przeniosła się Bożena Fornek, a po roku 1984 Jan Henryk Cichosz wyłączył się z działalności grupy. Brak jest zgody władz na wydawanie „Posłowia”. W taki sposób doszło do powolnego rozpadu „Słowa”.
W listopadzie 1987 r. odbył się jubileusz 10-lecia grupy literackiej „Słowo” połączony z sesją naukową i promocją almanachu „Łamanie słowem”.
Jan Henryk Cichosz zdeponował w krasnostawskim Muzeum Regionalnym pamiątkowe kroniki „Słowa”, które prowadziła Anna Kicińska. Znaleźć w nich można wycinki prasowe, zdjęcia, listy, rękopisy wierszy, tomiki poetyckie.

## Antologie
Wiersze poetów należących do „Słowa” można m.in. znaleźć w następujących antologiach:
- Brzegiem życia
- Modlitwa urojeń szczęśliwych (Zamość 1982)
- Gdzie jabłonie słodkopienne (Lublin 1980)
- Strofy nadziei (Chełm 1982)
- Słowa (Krasnystaw 1982)
- Pojmowanie słońcem (Zamość 1983)
- Całe bogactwo domu (Lublin 1986)
- Pojednania z wiatrem (Zamość 1987)
- Łamanie słowem (Chełm 1987)

## Konkursy literackie
Grupa literacka „Słowo” była inicjatorem powstania konkursów literackich:
- Turniej o „Chmielakowy Antałek” (konkurs organizowany od 1983 r. jako impreza towarzysząca Chmielakom Krasnostawskim)
- Konkurs im. Stanisława Bojarczuka (obecnie wznowiony przez Krasnostawski Dom Kultury i Grupę Literacką A4)